# Fenozolona
La fenozolona o LD 3394 , también conocida por la marca Ordinator, es un estimulante poco potente del sistema nervioso central, emparentado químicamente con la pemolina (es un análogo estructural). Se le atribuyen propiedades nootrópicas. 
La fenozolona es utilizada en el tratamiento de la fatiga nerviosa y las perturbaciones de la memoria en ancianos. También como coadyuvante en problemas de adaptación y conducta en niños. Tendría un potencial relativamente bajo de producir dependencia física y psíquica. No debe combinarse con IMAOs. Escasean las publicaciones recientes respecto de este compuesto.